# Abbaye Notre-Dame-des-Anges de Saint-Just-de-Claix
Pour les articles homonymes, voir Abbaye Notre-Dame-des-Anges et Notre-Dame-des-Anges (homonymie).
L'abbaye Notre-Dame-des-Anges, située dans la commune française de Saint-Just-de-Claix, en Isère, est un ancien monastère de moniales cisterciennes, fondé en 1349. Vers 1600, il est relocalisé à Romans-sur-Isère, où il perdure jusqu'à la Révolution française.

## Localisation
La première abbaye, fondée en 1349, est située juste en amont du confluent de l'Isère et de la Bourne, à cinq cents mètres environ au sud-ouest du bourg de Saint-Just-de-Claix.

## Histoire

### Fondation
L'abbaye est fondée le 13 octobre 1349 par Béatrice de Hongrie sur une propriété castrale achetée par son fils Humbert II de Viennois, souverain du Dauphiné. Fille de Charles Martel, roi de Hongrie, de Clémence de Habsbourg et sœur de la reine de France Clémence celle-ci est alors veuve de Jean II de Viennois depuis la mort de ce dernier en 1318. À sa mort en 1354, la princesse est enterrée dans l'abbaye qu'elle a fondée. Comme nombre d'abbayes cisterciennes iséroises, celle de Claix se place alors dans la lignée de l'abbaye de Bonnevaux.

### Transfert
Lors des guerres de Religion, les religieuses choisissent de s'abriter en ville ; elles sont accueillies dans le quartier Saint-Nicolas de Romans-sur-Isère. Elles y restent durant les deux siècles suivants, et sont chassées par la Révolution. Le couvent a depuis été transformé en école primaire Saint-Just.

## Architecture et description
Vers 1850, les bâtiments du site originel du monastère sont rachetés par Paul Aymar, qui les transforme en un château toujours debout aujourd'hui, appelé « château des Anges » ou « château de Saint-Just ». Ce château est revendu en 1870 à la famille Ferré-Lagrange, qui le conserve jusqu'à 1946 puis le revend à la commune francilienne de L'Haÿ-les-Roses. En 1994, celle-ci le vend à son tour à des particuliers, qui le revendent à leur tour en 2001. Jusqu'à 2013, l'édifice est restauré et aménagé pour accueillir du public.

## Filiation et dépendances
L'abbaye est fille de celle de Bonnevaux.

## Liste des abbesses
- Catherine de Villeneuve (1574 - 1590)[7],[8]